# 家神

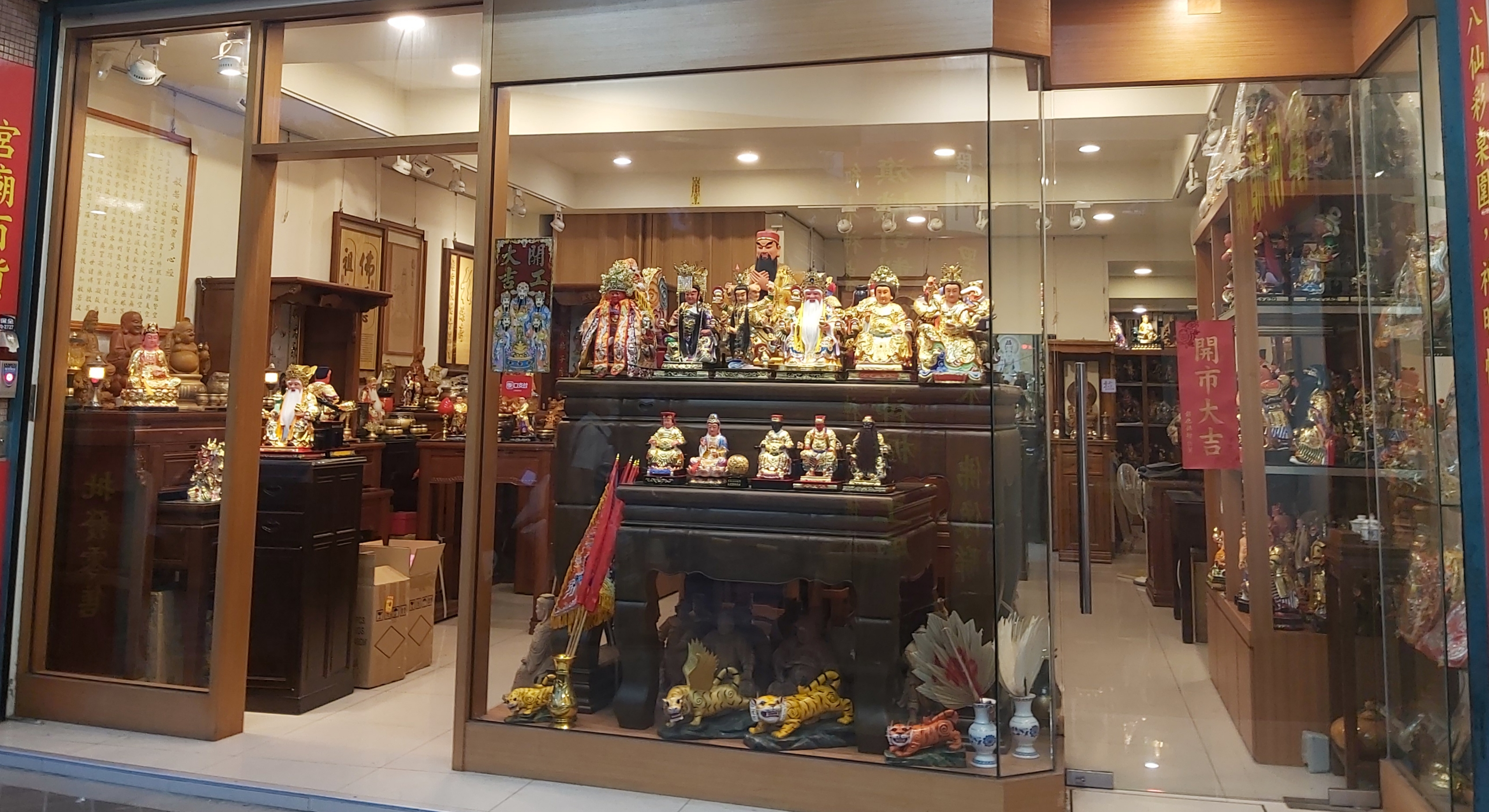
販售眾家神神像的佛具店

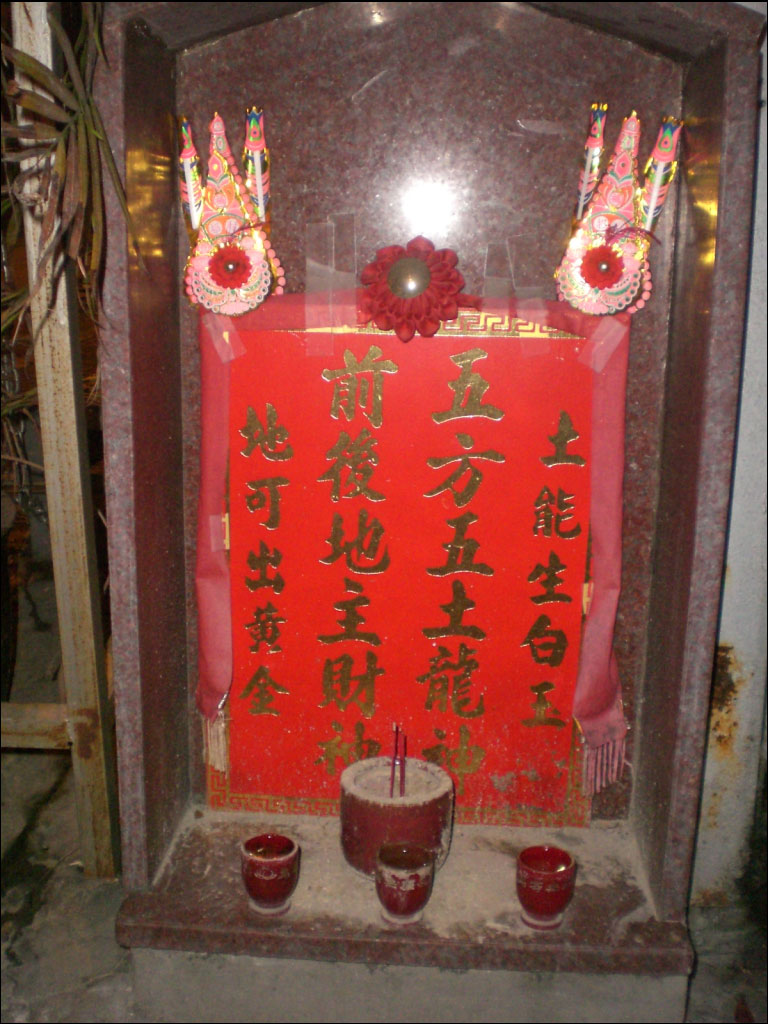
地財神主牌

是指東亞民間信仰中在家中供奉的神祇，是保護家宅的神祇，常常不限於一位。故有家堂五神、家宅六神等說法。
最早的家神信仰，源于《周禮》、《禮記》记载的五祀——門神、户神、行神、灶神、中霤（中溜）。湖北荊門包山二號墓中出土五塊戰國晚期的木牌，分別為：室、灶、門、戶、行，乃為目前所見「五祀」完整組合的最早實物，更早的新蔡葛陵墓竹簡記載：室中、戶、行、門。睡虎地秦簡《日書》載為：「灶、內中土、戶、行、【門】」。鄭玄以為五祀之神「居人之間，司察小過」，受上天差遣監察人間，並向其稟告。漢代以後，或沿革五祀舊制，或以井神替代行神，又或者依照《禮記·祭法》，增加司命、厲二者，形成「七祀」。
现代台灣的「家堂五神」為觀音菩薩、天上聖母、關聖帝君（或玄天上帝）、灶君、土地神。而「家宅六神」在中國大陸為灶王（或鍾馗）、地主神、門神（戶尉）、井泉童子、三姑夫人（或東廁司）。
故總結，家神意義大致上有二種：

一、房屋建築物之神：源於泛靈信仰，認為萬物皆有神，山有山神、樹有樹神，則一家之中門有門神、灶有灶神，《周禮》五祀即是。

二、私宅供奉之神明：相對於公廟所供奉之神明，供在自家廳堂的神明稱為家神。

## 常見的家神
- 祖先：古代对于不同地位的人，需供奉几代祖先有明确规定。
- 门神：古代两扇开阖的叫门，即大门。后世门神信仰具体化为一系列成对的形象威武的神明。
- 户神：单扇的门叫户。
- 井神：现代偶尔仍可见。
- 灶神：灶君。道教称为东厨司命。爐灶之神，職司監察家家戶戶的善惡，在年底一併稟報天帝。
- 中霤神：即现代所谓的地主，是家宅中的土地神。又稱地基主，房舍的保護神。
- 行神：先秦時期所祭祀的行神是用菩、芻、棘、柏或茅等物事作為行神憑依的神主（芻靈）。行時祭祀行神，不但要選擇良辰吉日，而且要根據出行方向選擇祭祀行神的地點並舉行祠「行」的儀式，稱為「祖祭」、「軷祭」、「祖餞」。
- 倉神[6]：儲存糧食的糧倉之神。
- 龍神
- 廁神

### 華人特有家神
指華人（漢族）在家中供奉的神祇，雖然這些神祇當中也有些受其他民族尊崇，但未必是作為家神供奉。以下僅為華人常見家神，各地區或有不同信仰習俗。
- 三官大帝（天地）：源於上古對昊天上帝及后土皇地祇的自然崇拜，後世融入道教三官大帝信仰，俗稱「三界公」、「天地」。統籌天地、甚至海洋的一切事項，是極崇高的神祇，一般家中不設神像，僅以對外的香爐祭拜（香港與東南亞華人地區則供奉天官賜福神位），閩臺地區稱為「三界公爐」、「天地爐」。
- 觀音：佛教大菩薩，以慈悲聞名，聞聲救苦，能救渡世人一切苦厄。是台灣「家堂五神」的首位
- 媽祖：又稱天上聖母。閩南、臺灣的最著名海神，是閩南移民渡海來台時，廣泛奉祀的女神。
- 關帝：著名的武神，代表忠義，專能降妖除魔，也是護持文運的五文昌神之一。也有些人視其為財神。
- 北帝：又稱玄天上帝。代表玄武的北方大神，與關帝君相同，亦是武神；與媽祖相同，也是海神。也有水神的性格，可防避火災，守護家宅安全。
- 財神：司掌金錢及財富的神祇。
- 土地神及地主公：民間最崇奉的小神，有祈福、求財、保平安、保佑農業收成的職能。

### 日本特有家神
- 石土毘古神（（日語）いわつちびこのかみ）
- 石巢比賣神（（日語）いわすひめのかみ）
- 大戶日別神（（日語）おおとひわけのかみ）
- 天之吹男神（（日語）あめのふきおのかみ），日本家神。
- 大屋毘古神（（日語）おおやびこのかみ），日本家神。
- 風木津別之忍男神（（日語）かざもつわけのおしおのかみ），日本家神。

### 朝鮮半島特有家神
- 業神
- 成造[7]。
- 產神

## 神格
信奉道教之家庭所供奉的神明较为繁多，除一般的[之外，很多地区也同时有拜家神之婚俗礼仪。家神的法力只限于所辖之每家，因而其神格和法力低于级别和城隍、土地、妈祖、财神 、关公及钟馗相等的神明，但这些级别高的神明也可在不同地区被奉为家神，所以拜天地时，须先拜级别高的神明，然后再拜家神。家神一般包括灶神、井神(水神)、檐头神(宅神，又称地主神)、门神、土地、厕神 、仓神 、财神 、 白虎和龙神。中国民间认为这几位神祇是每家的保护神，除节日祭拜以祈全年家人平安，家业兴旺外，很多地区民俗更认为婚礼时也须祭拜，肇因灶神管灶，负责一家人吃饭；井神管水，负责一家人喝水用水；檐头神(地主神)管房屋，负责一家人的栖身之处；门神则把妖魔鬼怪挡在宅外，保护家人；兼任家神的土地在农耕社会中掌管农业生产，负责收成；粪便是古代最重要的农业肥料，厕神所管之厕所是粪肥的主要来源地，而拜厕神的寓意是天人合一：虽然古代农耕社会靠天吃饭，拜土地以祈望土地能让风调雨顺，但人们自己同时也须努力耕作，如勤施肥，家中才能五谷丰登。仓神掌管粮仓/仓库；兼任家神的财神掌管财富；人们须辛勤劳动方能仓廪足、财源滚进，因此拜土地和厕神须于拜仓神和财神之前。
祭拜掌管龙脉的龙神则与其他家神神祇有所不同：其他级别低的家神神祇掌管范围为其本家居所，居所如房产、田地随买卖交易而更换时这些家神神祇也会随家而迁，但同为级别低的龙神则不能，肇因龙神掌管的龙脉是固定的，不能像家一样随着买卖交易而移动，所以房屋必须建在龙脉上以求风水好，而龙神也不能像其他家神神祇一样随家而迁。因此，只有在婚礼于新郎家中举行时，拜天地时才会拜龙神。若定帐时因新人的生辰八字和房屋建筑的八卦方位不相配，或因家中住着鳏夫、寡妇而必须选别人家的房屋举行婚礼、作洞房，则拜天地时不拜龙神。同样，选择婚禮場地举行婚礼时也不拜龙神。此外，若家中经营副业，新人则还须祭拜其行业神。